# 勒梅尼勒托马
勒梅尼勒托马（法語：Le Mesnil-Thomas，法語發音：[lə mɛnil tɔma]）是法国厄尔-卢瓦省的一个市镇，属于德勒区。

## 地理
勒梅尼勒托马（48°35'59"N, 1°5'45"E）面积16.34 平方千米，位于法国中央-卢瓦尔河谷大区厄尔-卢瓦省，该省份为法国北部内陆省份，北起顺时针与厄尔省、伊夫林省、埃松省、卢瓦雷省、卢瓦-谢尔省、萨尔特省和奧恩省接壤。
与勒梅尼勒托马接壤的市镇（或旧市镇、城区）包括：卢维利耶莱佩尔什。

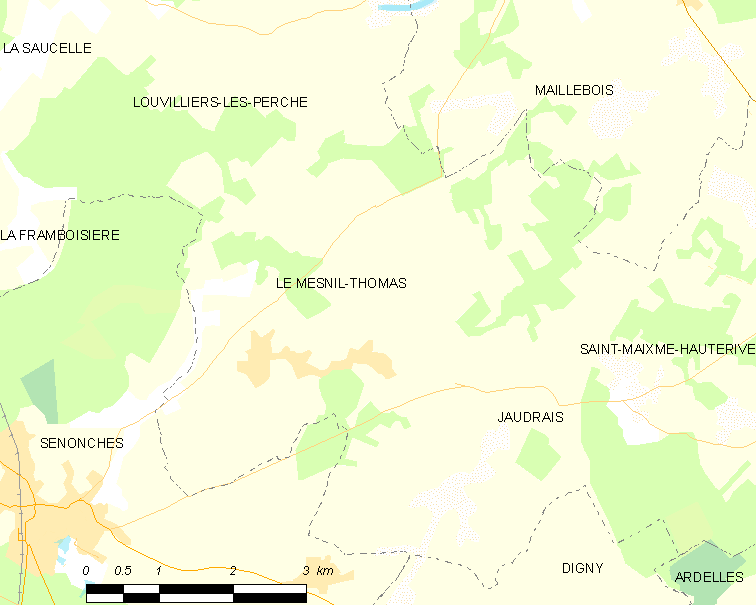
勒梅尼勒托马的OSM定位图

勒梅尼勒托马的时区为UTC+01:00、UTC+02:00（夏令时）。

## 行政
勒梅尼勒托马的邮政编码为28250，INSEE市镇编码为28248。

## 政治
勒梅尼勒托马所属的省级选区为圣吕班德容什雷县。

## 人口

1962-2008年间勒梅尼勒托马人口变化图示

勒梅尼勒托马于2022年1月1日时的人口数量为337人。